# Marmur naksyjski

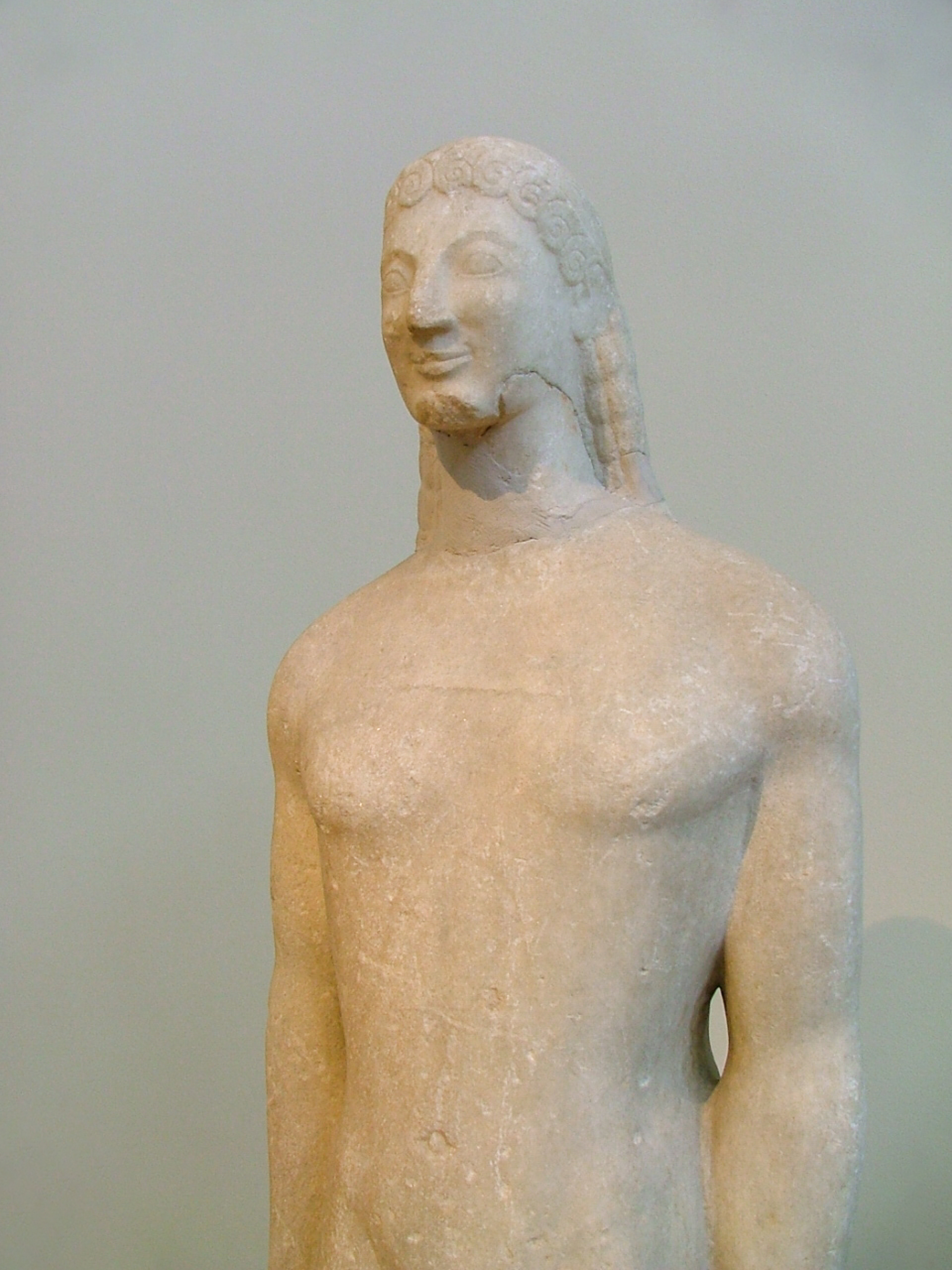
Kuros z marmuru naksyjskiego

Marmur naksyjski – odmiana białego marmuru, wpadająca często w kolor szary, charakteryzująca się dużą wielkością kryształów i brakiem przejrzystości. 

## Opis

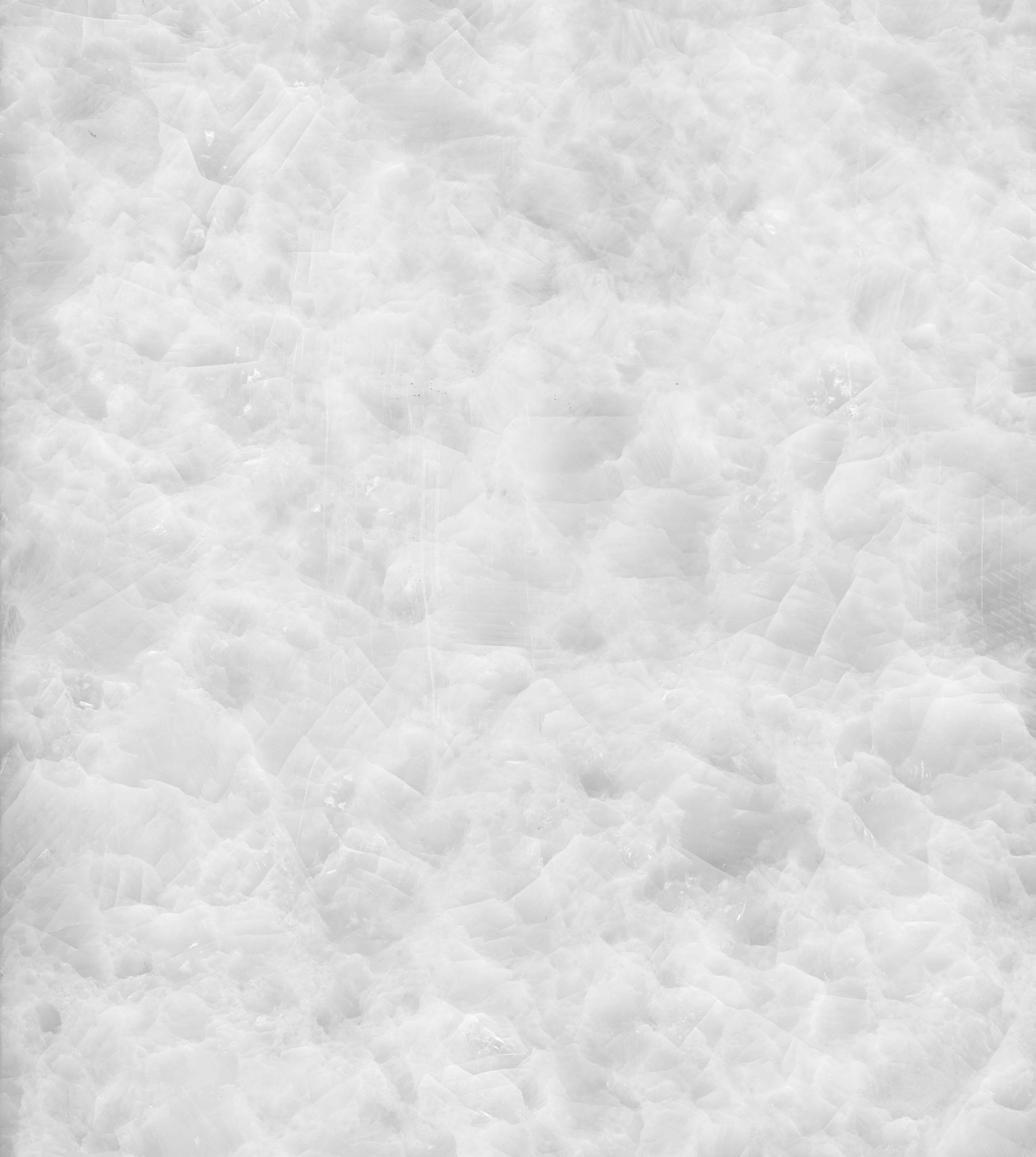
Marmur naksyjski

Marmur naksyjski charakteryzuje się dużą wielkością kryształów i brakiem przejrzystości. Ma kolor biały, wpadający często w szary. Z uwagi na brak wysoko cenionej przejrzystości, uważany jest często za gorszą odmianę marmuru. 
Nazwa pochodzi od miejsca wydobycia kamienia – greckiej wyspy Naksos. Marmur wydobywano tu już w V w. p.n.e. Stosowany był w budownictwie i rzeźbiarstwie. 